# Ophiomyia sexta
Ophiomyia sexta este o specie de muște din genul Ophiomyia, familia Agromyzidae, descrisă de Spencer în anul 1969. Conform Catalogue of Life specia Ophiomyia sexta nu are subspecii cunoscute.